# Gymnase de l’université des sciences de la vie d'Estonie
Le centre sportif de l'université rurale (en estonien : Maaülikooli spordihoone) ou centre sportif de l'Université des sciences de la vie d'Estonie est un bâtiment sportif situé à Tartu en Estonie.

## Présentation
La salle de sport de l'Université estonienne des sciences de la vie est un bâtiment sportif situé sur le campus de l'Université estonienne des sciences de la vie, rue Friedrich Reinhold Kreutzwaldi tänav 3 à Tartu.
Le bâtiment a été conçu par le cabinet d'architecte Salto AB. Le bâtiment a été inauguré le 7 septembre 2009 avec la devise « L'esprit de Tartu dans un corps sain! ».
Le bâtiment des sports, ouvert en 2009, dispose d'une salle de jeux de balle de 1 680 m2 avec des terrains : 3 terrains horizontaux de basket et de volley, 4 terrains de badminton, 2 terrains de tennis, 1 terrain de handball, 1 terrain de foot en salle, 1 terrain de hockey en salle court, 3 gymnases (148,2 m2, 82,9 m2 salle d’altérophilie de 229,5 m2 au 2e étage, une salle d'aérobic (99 m2) et une  salle de lutte avec un tapis de lutte (167,8 m2) ainsi qu'une salle de ping-pong équipée de 6 tables.

## Reconnaissance
Lors du concours Meilleur bâtiment de l'année 2009 de l'autorité de la ville de Tartu, la salle de sport de l'Université des sciences de la vie d'Estonie a été reconnue comme le meilleur nouveau bâtiment de l'année à Tartu, soulignant la solution architecturale exceptionnelle qui se fond dans le paysage et l'utilisation innovante du bois comme matériau de façade pour un bâtiment public.